# 新井信善
新井 信善（あらい のぶよし、1989年7月13日 - ）は、ジャパンラグビーリーグワン宗像サニックスブルースに所属するラグビー選手。

## プロフィール
- 大阪府出身[1]。
- ポジションはフッカー(HO)、ナンバーエイト(No.8)。
- 身長 179 cm、体重 115 kg
- ニックネームはノブ。
- ナショナル・デベロップメント・スコッドに選ばれたことがある[2]。

## 略歴
東大阪大柏原高校卒業後、関東学院大学を経て、2013年、福岡サニックスブルース（現・宗像サニックスブルース）に加入。同年1月15日に行われたトップキュウシュウA第4節のマツダブルーズーマーズ戦に先発出場で公式戦初出場を果たす。
2018年、日野レッドドルフィンズに加入。
2021年、宗像サニックスブルースに復帰。